# Billet collectif
Un billet collectif est un titre de transport utilisé par un groupe de personnes.

## Législation française
Un billet collectif, appelé aussi ordre de mission[réf. nécessaire], est un document officiel et obligatoire à détenir à bord du véhicule tout au long du déplacement pour les entreprises de transport public routier de voyageurs pour les services occasionnels.
La réalisation d’une prestation collective occasionnelle peut se concrétiser dès lors que la demande du client est exprimée.
Comme présenté ci-dessus, l'arrêté ministériel du 28 décembre 2011 relatif aux titres administratifs et aux documents de contrôle pour l'exercice des activités de transport public routier de personnes oblige la présence d'un billet collectif à bord du véhicule.
Ce dernier est nominatif et doit être remis au conducteur attitré avant le départ en déplacement. Il a pour objet d'informer le conducteur tout en le reliant à l'entreprise et au client. Il représente alors un contrat.
Ce document doit rassembler diverses mentions obligatoires : 
- Les coordonnées de l'entreprise
- Les coordonnées du client
- Le motif du déplacement
- Le nom du conducteur
- La référence au véhicule attitré
- Le nombre de personnes
- L'itinéraire
- La date du déplacement
- Le prix ou la référence à une facture
- Les horaires et les lieux correspondants : le départ, la prise en charge du client, la dépose du client, le retour.

Le document doit ainsi comporter tous ces critères mais l'entreprise peut l'adapter et y inclure d'autres mentions. Par exemple, l'entreprise de transport peut y référer le comptage kilométrique que le conducteur devra effectuer durant le déplacement.
D'autre part, lors d'un contrôle, c'est ce document qui doit être présenté comme preuve légale pour exercer cette activité de transport de voyageurs. Si ce document est absent lors du contrôle, une contravention de cinquième classe est mise en place. Cette dernière peut entraîner une verbalisation à hauteur de 1 500 euros. En cas de récidive, le montant peut être doublé.